# Sergio van Dijk
Serginho van Dijk oder kurz Sergio van Dijk (* 6. August 1982 in Assen) ist ein ehemaliger indonesisch-niederländischer Fußballspieler.

## Karriere

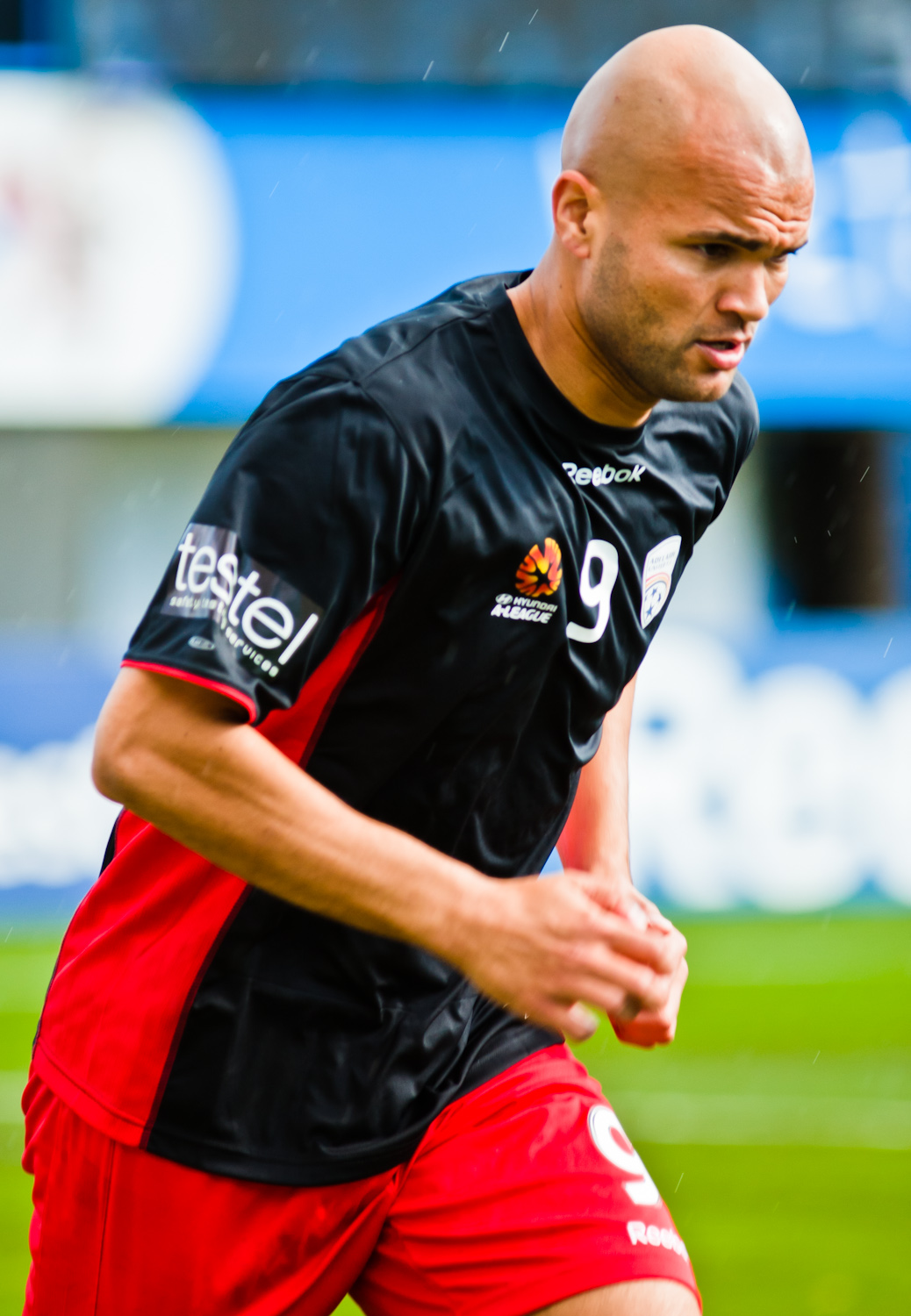
Van Dijk im Trainingsshirt

Seine Karriere begann er beim LTC Assen. Später wechselte er in die Jugend des FC Groningen, bis er 1999 in die erste Mannschaft hochgezogen wurde. Dort konnte er sich allerdings nicht durchsetzen, weshalb er 2002 zu Helmond Sport ging. Nach nur drei Jahren zog es ihm zum FC Emmen. Mit beiden Klubs gelang ihm kein Aufstieg in die Ehrendivision, der höchsten niederländischen Spielklasse.
Am 16. Juni 2008 ging er ins Ausland und wechselte zum australischen Klub Brisbane Roar (damals noch Queensland Roar), wo er einen Zweijahresvertrag unterschrieb, nachdem ihn Scouts Ende Mai bei einem Testspiel gegen Redlands United sahen, in dem er zwei Tore schoss. Van Dijk kam zu Beginn der Saison nicht richtig rein ins Team, dennoch waren ein Tor und sechs Vorlagen in zehn Spielen eine zufriedenstellende Ausbeute. Doch am Ende der Saison ließ er mit neun Saisontoren die Kritiker verstummen. Am 17. Januar 2009 erzielte er beim 3:1-Sieg gegen den FC Sydney einen Hattrick und war der erste Spieler seines Vereins, dem ein solcher überhaupt gelang.
Am 11. Februar 2010 wechselte er zum Ligakonkurrenten Adelaide United, wo er zunächst nur einen sechs-monatigen Vertrag bekam, um Adelaide in der AFC Champions League zu helfen. Sein Debüt bestritt er knapp zwei Wochen später beim 1:0-Sieg über die Pohang Steelers aus Südkorea. Sein erstes Tor erzielte er am zweiten Spieltag der Champions League beim 2:0-Sieg gegen Shandong Luneng Taishan aus China. Am 14. März unterzeichnete er einen Dreijahresvertrag bei Adelaide. Am 21. Januar 2011 erzielte er einen weiteren Hattrick beim 8:1-Kantersieg über North Queensland Fury. Mit sechzehn Toren während der A-League 2010/11 gewann er die Torjägerkanone.
Anfang 2013 wechselte er nach Indonesien zu Persib Bandung, für die er in 29 Partien 21 Tore schoss. Über den iranischen Klub Sepahan und dem FC Suphanburi kehrte Sergio van Dijk zu Adelaide United zurück, ehe er sich erneut Persib Bandung anschloss. Anfang 2018 kehrte van Dijk in die Niederlande zurück und schloss sich dem Amateurklub VV Pelikaan-S an.
Am 1. Juli 2020 beendete Sergio van Dijk seine Karriere als Fußballspieler.

## Nationalmannschaft
Am 19. Juli 2010 wurde bekannt, dass er für die Indonesische Fußballnationalmannschaft spielberechtigt sei, da sein Großvater aus Indonesien kommt. Doch bei einem Treffen mit indonesischen Verbandsvertretern erfuhr er, dass er seine niederländische Staatsbürgerschaft aufgeben müsste, da eine Doppelstaatsbürgerschaft in Indonesien nicht erlaubt ist. Zuerst weigerte er sich, seine andere Staatsbürgerschaft abzugeben, da der größte Teil seiner Familie aus den Niederlanden stammt. Letztendlich gab er seine niederländische Staatsbürgerschaft ab, um für Indonesien zu spielen. Seinen indonesischen Pass hat er schon bekommen. Am 23. März 2013 gab er im Länderspiel gegen Saudi-Arabien sein Debüt für die Nationalmannschaft Indonesiens. Sein zweites und bisher letztes Spiel machte der gebürtige Niederländer am 7. Juni 2013 bei der 0:3-Niederlage in Jakarta gegen die Niederlande.

## Sonstiges
Sein Vorname Serginho ist eine Hommage an den brasilianischen Fußballspieler Serginho Chulapa, der bei der Fußball-Weltmeisterschaft 1982 für Brasilien spielte. Seine Mutter war zu dieser Zeit ein großer Anhänger Brasiliens. Van Dijk ist ein sogenannter Dutch Indonesian, das heißt ein Elternteil hat indonesische Wurzeln.
Van Dijk besitzt ein Modelabel namens Sixlovesnine.

## Auszeichnungen
A-League
- Torschützenkönig der A-League 2010/11 (16 Tore)
- Nominierung in das PFA Team of the Year: 2010/11